# Подвірки (зупинний пункт)
Подві́рки — пасажирський залізничний зупинний пункт Харківської дирекції Південної залізниці.
Розташований між селами Подвірки та Надточії Харківського району Харківської області на лінії Шпаківка — Рижів між станціями Шпаківка (4 км) та Нова Баварія (10 км).
Через станцію ходять лише приміські потяги. Лінія електрифікована.

## Пасажирське сполучення
| Маршрути приміських поїздів   |
| ----------------------------- |
| Харків-Левада — Золочів       |
| Золочів — Харків-Левада       |
| Золочів — Харків-Балашовський |